# Терр-де-Бор
Терр-де-Бор (фр. Terres de Bord) — муніципалітет у Франції, у регіоні Верхня Нормандія, департамент Ер. Терр-де-Бор утворено 1 січня 2017 року шляхом злиття муніципалітетів Монтор i Тост. Адміністративним центром муніципалітету є Монтор. Населення — 1548 осіб (01.01.2021).